# Richard Wilson (director)
Richard Wilson (McKeesport, Pennsilvània, 25 de desembre de 1915 - Santa Monica, 22 d'agost de 1991) va ser un productor, director, escriptor i actor estatunidenc.
Com a productor va tenir una bona relació amb Orson Welles i el Mercury Theatre.
Com a actor, va participar en l'emissió radiofònica del programa La guerra dels mons, produïda pel mateix Welles.

## Filmografia

### Director
- 1955 : El pistoler (Man with the Gun)
- 1957 : The Big Boodle
- 1958 : Raw Wind in Eden
- 1959 : Al Capone
- 1960 : Pay or Die
- 1963 : Wall of Noise
- 1964 : Invitació a un pistoler (Invitation to a Gunfighter)
- 1968 : Three in the Attic
- 1993 : It's All True: Based on an Unfinished Film by Orson Welles (documental)

### Productor
- 1938 : Too Much Johnson
- 1947 : La dama de Xangai (The Lady from Shanghai)
- 1948 : Macbeth
- 1953 : The Golden Blade
- 1954 : Ma and Pa Kettle at Home
- 1954 : Ricochet Romance
- 1956 : The Kettles in the Ozarks
- 1960 : Pay or Die
- 1964 : Invitació a un pistoler (Invitation to a Gunfighter)
- 1968 : Three in the Attic
- 1993 : It's All True: Based on an Unfinished Film by Orson Welles (documental)